# Antonio Lozano
Antonio Lozano (Arenas de San Pedro, Àvila, 20 de novembre de 1853 - Saragossa, 4 de juny de 1908) fou un compositor i musicòleg espanyol.
Feu els estudis musicals, primer amb Juan Arribas, organista de la catedral d'Àvila, i després amb en Cosme J. de Benito, mestre de capella d'El Escorial. També desenvolupà el mateix càrrec a Salamanca (1878-1883) i en la Basílica del Pilar de Saragossa des de 1883. Cultivà principalment el gènere religiós, on presenta un caràcter de transició entre la decadent escola del segle xix i les tendències reformadores novíssimes.
Va escriure diverses obres didàctiques com:
- Teoría y práctica del solfeo, Saragossa, 1887.
- Prontuorio de Armonia, Saragossa, 1885.

I algunes monografies històriques:
- Biografia de Doyagüe, Saragossa, 1895.
- La música popular, religiosa y dramática en Zaragoza, Saragossa, 1895.